# Helen Katherine Sharsmith
Helen Katherine Myers de Sharsmith (26 de agosto de 1905 - 10 de noviembre de 1982) fue una bióloga estadounidense.

## Biografía
Helen Myers era aborigen de Oakland, California. Recibió un AB y MA de la Universidad de California en Berkeley en 1927.
En 1928, trabajó como docente en Facultades y en colegios de enseñanza media. Conoció a su futuro esposo Carl W. Sharsmith, mientras tomaba clases en la "Escuela de campo al aire libre de Yosemite", en el Parque nacional de Yosemite. Se casaron, y ambos defendieron sus tesis para el doctorado en la University of California, Berkeley, el suyo en 1940.
Sharsmith fue ayudante de investigación en la Universidad de California, y una docente de biología mientras estudiaba para su grado. Luego, trabajó como bióloga asistente en Carnegie Institution de Washington, y como botánica sénior en Berkeley, donde se retiró en 1969.
Su tesis de doctorado fue más tarde publicada como libro: Flora of the Mount Hamilton Range of California, 1945. Este fue el resultado de una investigación extensiva sobre el terreno, en la zona. También escribió Spring Wildflowers of the San Francisco Bay Region, en 1965.
Los Sharsmiths tuvieron dos hijos:, John, nombrado después "John Muir", y Linnea (por el genial Linneo). Más tarde se divorciaron.
Myers falleció en 1982 en el Condado de Alameda, California.

## Otras publicaciones
- 1961. The Genus Hesperolinon (Linaceae). California Univ. Publications in botany 32.4. Ed. Univ. of California Press, 80 p.

## Honores

### Epónimos
- (Boraginaceae) Hackelia sharsmithii I.M.Johnst.,[1] descubiertos por ambos en el lago Mirror Lake, luego de escalar el monte Whitney
- (Boraginaceae) Lappula sharsmithii (I.M.Johnst.) Jeps. & L.H.Bailey[2]
- (Brassicaceae) Draba sharsmithii Rollins & R.A.Price[3]
- (Alliaceae) Allium sharsmithiae (Ownbey & Aase ex Traub) McNeal[4] o Allium fimbriatum S.Watson var. sharsmithiae Ownbey & Aase ex Traub. Hallada en el área de la bahía de San Francisco (Montes Hamilton Range)
- (Campanulaceae) Campanula sharsmithiae Morin[5] Hallada en el área de la Bahía de San Francisco (Monte Hamilton Range)
- (Linaceae) Hesperolinon sharsmithiae R.O'Donnell[6]